# Ford Fiesta R5
De Ford Fiesta R5 is een rallyauto, gebaseerd op de Ford Fiesta en ingedeeld in de Groep R categorie, die gebouwd wordt door M-Sport. Het was de eerste auto die gehomologeerd werd in de R5 categorie. De auto wordt vooral ingeschreven in het Wereldkampioenschap Rally en het Europees Kampioenschap Rally.
Kajetan Kajetanowicz wist met deze auto het Europees Kampioenschap Rally te winnen in 2015;2016 en 2017.